# Alan Shearer
Alan Shearer (Gosforth, 1970. augusztus 13. –) angol válogatott labdarúgó. Minden idők egyik legjobb csatára, 260 Premier League-es találatával az angol élvonal legeredményesebb gólszerzője. Pályafutását befejezvén, a BBC-nél kezdett el dolgozni. A karrierje végén UEFA Pro Licencet szerzett, majd otthagyta munkáját a BBC-nél, hogy menedzser legyen. 2009-ben a Newcastle United edzője lett a 2008–2009-es szezon utolsó nyolc mérkőzésére. A Brit Birodalom Rendje parancsnoki osztályának birtokosa (CBE).

## Pályafutása

### Southampton
Shearer 1988-ban mutatkozott be a Southampton FC felnőtt csapatában, előtte két évet töltött az ifi csapatban. 1988. március 26-án csereként állt be egy Chelsea elleni meccsen, két héttel később már kezdő volt a Dell stadionban. Mesterhármast szerzett, és a 4-2-es eredménnyel győzelemhez segítette csapatát az Arsenal ellen, ezzel ő lett a legfiatalabb mesterhármast szerző játékos 17 évesen és 240 naposan az első osztályban, megdöntve Jimmy Greaves 30 éve fennálló rekordját. Shearer az 1987–88-as szezonban ötször lépett pályára, és 3 gólt szerzett. Ezáltal kiérdemelte első profi szerződését.
Sikeresen kezdődött karrierje. Fokozatosan épült be a kezdő csapatba.

### Blackburn Rovers
Az 1994-1995-ös angol bajnokságban az év angol labdarúgója címét ünnepelhette. Ebben időszakban lőtt egy szezon allat 34 gólt a premier leauge ben

### Newcastle United
1997-ben tagja volt a Budapesten pályáralépő csapatnak! A mérkőzést egyébként a Ferencváros nyerte 3-2 arányban. 

## Statisztikái

### Klubcsapatokban
| Klub             | Idény          | Liga           | Liga       | Liga  | FA-kupa    | FA-kupa | Angol ligakupa | Angol ligakupa | Nemzetközi kupa | Nemzetközi kupa | Egyéb      | Egyéb | Összesen   | Összesen |
| Klub             | Idény          | Bajnokság      | Mérkőzések | Gólok | Mérkőzések | Gólok   | Mérkőzések     | Gólok          | Mérkőzések      | Gólok           | Mérkőzések | Gólok | Mérkőzések | Gólok    |
| ---------------- | -------------- | -------------- | ---------- | ----- | ---------- | ------- | -------------- | -------------- | --------------- | --------------- | ---------- | ----- | ---------- | -------- |
| Southampton      | 1987–88        | First Division | 5          | 3     | 0          | 0       | 0              | 0              | –               | –               | –          | –     | 5          | 3        |
| Southampton      | 1988–89        | First Division | 10         | 0     | 0          | 0       | 0              | 0              | –               | –               | –          | –     | 10         | 0        |
| Southampton      | 1989–90        | First Division | 26         | 3     | 3          | 0       | 6              | 2              | –               | –               | –          | –     | 35         | 5        |
| Southampton      | 1990–91        | First Division | 36         | 4     | 4          | 2       | 6              | 6              | –               | –               | 2          | 2     | 48         | 14       |
| Southampton      | 1991–92        | First Division | 41         | 13    | 7          | 2       | 6              | 3              | –               | –               | 6          | 3     | 60         | 21       |
| Southampton      | Összesen       | Összesen       | 118        | 23    | 14         | 4       | 18             | 11             | –               | –               | 8          | 5     | 158        | 43       |
| Blackburn Rovers | 1992–93        | Premier League | 21         | 16    | 0          | 0       | 5              | 6              | –               | –               | –          | –     | 26         | 22       |
| Blackburn Rovers | 1993–94        | Premier League | 40         | 31    | 4          | 2       | 4              | 1              | –               | –               | –          | –     | 48         | 34       |
| Blackburn Rovers | 1994–95        | Premier League | 42         | 34    | 2          | 0       | 3              | 2              | 2               | 1               | –          | –     | 49         | 37       |
| Blackburn Rovers | 1995–96        | Premier League | 35         | 31    | 2          | 0       | 4              | 5              | 6               | 1               | 1          | 0     | 48         | 37       |
| Blackburn Rovers | Összesen       | Összesen       | 138        | 112   | 8          | 2       | 16             | 14             | 8               | 2               | 1          | 0     | 171        | 130      |
| Newcastle United | 1996–97        | Premier League | 31         | 25    | 3          | 1       | 1              | 1              | 4               | 1               | 1          | 0     | 40         | 28       |
| Newcastle United | 1997–98        | Premier League | 17         | 2     | 6          | 5       | 0              | 0              | 0               | 0               | –          | –     | 23         | 7        |
| Newcastle United | 1998–99        | Premier League | 30         | 14    | 6          | 5       | 2              | 1              | 2               | 1               | –          | –     | 40         | 21       |
| Newcastle United | 1999–2000      | Premier League | 37         | 23    | 6          | 5       | 1              | 0              | 6               | 2               | –          | –     | 50         | 30       |
| Newcastle United | 2000–01        | Premier League | 19         | 5     | 0          | 0       | 4              | 2              | –               | –               | –          | –     | 23         | 7        |
| Newcastle United | 2001–02        | Premier League | 37         | 23    | 5          | 2       | 4              | 2              | 0               | 0               | –          | –     | 46         | 27       |
| Newcastle United | 2002–03        | Premier League | 35         | 17    | 1          | 1       | 0              | 0              | 12              | 7               | –          | –     | 48         | 25       |
| Newcastle United | 2003–04        | Premier League | 37         | 22    | 2          | 0       | 1              | 0              | 12              | 6               | –          | –     | 52         | 28       |
| Newcastle United | 2004–05        | Premier League | 28         | 7     | 4          | 1       | 1              | 0              | 9               | 11              | –          | –     | 42         | 19       |
| Newcastle United | 2005–06        | Premier League | 32         | 10    | 3          | 1       | 2              | 1              | 4               | 2               | –          | –     | 41         | 14       |
| Newcastle United | Összesen       | Összesen       | 303        | 148   | 36         | 21      | 16             | 7              | 49              | 30              | 1          | 0     | 405        | 206      |
| Teljes karrier   | Teljes karrier | Teljes karrier | 559        | 283   | 58         | 27      | 50             | 32             | 57              | 32              | 10         | 5     | 734        | 379      |

1. 1 2  Pályára lépései a Full Members' kupán.
2. 1 2 3 4  Pályára lépései az UEFA-kupán.
3. 1 2  Pályára lépései a Bajnokok ligájában.
4. 1 2  Pályára lépései a Charity Shielden.
5. ↑  Pályára lépései a Kupagyőztesek Európa-kupáján.
6. ↑  Két pályára lépese a Bajnokok ligájában, tíz pályára lépese és hat gólja az UEFA-kupán.
7. ↑  Pályára lépései az Intertotó-kupán.

### A válogatottban
| Nemzeti csapat | Év       | Pályára lépések | Gólok |
| -------------- | -------- | --------------- | ----- |
| Anglia         | 1992     | 6               | 2     |
| Anglia         | 1993     | 1               | 0     |
| Anglia         | 1994     | 6               | 3     |
| Anglia         | 1995     | 8               | 0     |
| Anglia         | 1996     | 9               | 8     |
| Anglia         | 1997     | 5               | 3     |
| Anglia         | 1998     | 11              | 6     |
| Anglia         | 1999     | 10              | 6     |
| Anglia         | 2000     | 7               | 2     |
| Összesen       | Összesen | 63              | 30    |

#### Góljai az angol válogatottban
| #  | Dátum               | Helyszín                     | Ellenfél         | Gól | Eredmény | Kiírás                         |
| -- | ------------------- | ---------------------------- | ---------------- | --- | -------- | ------------------------------ |
| 1  | 1992. február 19.   | London                       | Franciaország    | 1-0 | 2-0      | barátságos mérkőzés            |
| 2  | 1992. november 18.  | London                       | Törökország      | 2-0 | 4-0      | 1994-es labdarúgó vb-selejtező |
| 3  | 1994. május 17.     | London                       | Görögország      | 5-0 | 5-0      | barátságos mérkőzés            |
| 4  | 1994. szeptember 7. | London                       | Egyesült Államok | 1-0 | 2-0      | barátságos mérkőzés            |
| 5  | 1994. szeptember 7. | London                       | Egyesült Államok | 2-0 | 2-0      | barátságos mérkőzés            |
| 6  | 1996. június 8.     | London                       | Svájc            | 1-0 | 1-1      | 1996-os labdarúgó Eb           |
| 7  | 1996. június 15.    | London                       | Skócia           | 1-0 | 2-0      | 1996-os labdarúgó Eb           |
| 8  | 1996. június 18.    | London                       | Hollandia        | 1-0 | 4-1      | 1996-os labdarúgó Eb           |
| 9  | 1996. június 18.    | London                       | Hollandia        | 3-0 | 4-1      | 1996-os labdarúgó Eb           |
| 10 | 1996. június 29.    | London                       | Németország      | 1-0 | 1-1      | 1996-os labdarúgó Eb           |
| 11 | 1996. szeptember 1. | Chișinău                     | Moldova          | 3-0 | 3-0      | 1998-as labdarúgó vb-selejtező |
| 12 | 1996. október 9.    | London                       | Lengyelország    | 1-1 | 2-1      | 1998-as labdarúgó vb-selejtező |
| 13 | 1996. október 9.    | London                       | Lengyelország    | 2-1 | 2-1      | 1998-as labdarúgó vb-selejtező |
| 14 | 1997. április 30.   | London                       | Grúzia           | 2-0 | 2-0      | 1998-as labdarúgó vb-selejtező |
| 15 | 1997. május 31.     | Chorzów, Lengyelország       | Lengyelország    | 1-0 | 2-0      | 1998-as labdarúgó vb-selejtező |
| 16 | 1997. szeptember 5. | Montpellier, Franciaország   | Franciaország    | 1-0 | 1-0      | Tournoi de France              |
| 17 | 1998. április 22.   | London                       | Portugália       | 1-0 | 3-0      | barátságos mérkőzés            |
| 18 | 1998. április 22.   | London                       | Portugália       | 3-0 | 3-0      | barátságos mérkőzés            |
| 19 | 1998. június 15.    | Marseille, Franciaország     | Tunézia          | 1-0 | 2-0      | 1998-as labdarúgó vb           |
| 20 | 1998. június 30.    | Saint-Étienne, Franciaország | Argentína        | 1-1 | 2-2      | 1998-as labdarúgó vb           |
| 21 | 1998. szeptember 5. | Stockholm, Svédország        | Svédország       | 1-0 | 1-2      | 2000-es labdarúgó Eb-selejtező |
| 22 | 1998. október 14.   | Luxembourg                   | Luxemburg        | 2-0 | 3-0      | 2000-es labdarúgó Eb-selejtező |
| 23 | 1999. április 28.   | Budapest                     | Magyarország     | 1-0 | 1-1      | barátságos mérkőzés            |
| 24 | 1999. június 9.     | Szófia, Bulgária             | Bulgária         | 1-1 | 1-1      | 2000-es labdarúgó Eb-selejtező |
| 25 | 1999. szeptember 4. | London                       | Luxemburg        | 1-0 | 6-0      | 2000-es labdarúgó Eb-selejtező |
| 26 | 1999. szeptember 4. | London                       | Luxemburg        | 2-0 | 6-0      | 2000-es labdarúgó Eb-selejtező |
| 27 | 1999. szeptember 4. | London                       | Luxemburg        | 4-0 | 6-0      | 2000-es labdarúgó Eb-selejtező |
| 28 | 1999. október 10.   | Sunderland, Anglia           | Belgium          | 1-0 | 2-1      | barátságos mérkőzés            |
| 29 | 2000. június 17.    | Charleroi, Belgium           | Németország      | 1-0 | 1-0      | 2000-es labdarúgó Eb           |
| 30 | 2000. június 20.    | Charleroi, Belgium           | Románia          | 1-1 | 2-3      | 2000-es labdarúgó Eb           |

## Edzői statisztika
| Csapat           | Nemzet   | –tól              | –ig             | Eredményességi mutató | Eredményességi mutató | Eredményességi mutató | Eredményességi mutató | Eredményességi mutató |
| M                | Gy       | D                 | V               | GY%                   |                       |                       |                       |                       |
| ---------------- | -------- | ----------------- | --------------- | --------------------- | --------------------- | --------------------- | --------------------- | --------------------- |
| Newcastle United | angol    | 2009. április 01. | 2009. május 24. | 8                     | 1                     | 2                     | 5                     | 12.5                  |
| összesen         | összesen | összesen          | összesen        | 8                     | 1                     | 2                     | 5                     | 12.5                  |

## Sikerei, díjai
- Angol bajnok : 1994-95 (Blackburn Rovers)
- Premier League ezüstérmes: 1993-94 (Blackburn Rovers), 1996-97 (Newcastle United)
- FA Kupa ezüstérmes: 1998, 1999 (Newcastle United)
- Le Tournoi-győztes: 1997 (Anglia)
- 1996-os Európa-bajnokság gólkirálya (5 góllal)
- FIFA 100-as listán a legjobb élő labdarúgók egyike
- A Premiership legjobb góllövője (260 góllal)
- Premier League Hírességek Csarnoka: 2021